# Chris Stewart (Eishockeyspieler)
Chris Stewart (* 30. Oktober 1987 in Scarborough, Ontario) ist ein ehemaliger kanadischer Eishockeyspieler. Der rechte Flügelstürmer bestritt zwischen 2008 und 2020 über 600 Partien für sieben Teams in der National Hockey League, den Großteil davon für die St. Louis Blues sowie die Colorado Avalanche. Sein älterer Bruder Anthony Stewart war ebenfalls professioneller Eishockeyspieler.

## Karriere
Chris Stewart begann seine Karriere bei den Kingston Frontenacs in der Ontario Hockey League, wo auch sein Bruder spielte. In seiner ersten Saison bei den Frontenacs erzielte er in insgesamt 64 Spielen 30 Punkte. Als zu Beginn seiner zweiten Spielzeit sein Bruder Anthony in die NHL wechselte, wurde er vom damaligen Trainer Jim Hulton zum Assistenzkapitän ernannt. Er konnte seine Punktemarke aus seiner Rookiesaison deutlich ausbauen und erzielte in insgesamt 62 Spielen in der regulären Saison 87 Punkte.
Am 24. Juni 2006 wurde er beim NHL Entry Draft in der ersten Runde an insgesamt 18. Position von der Colorado Avalanche ausgewählt. In seiner dritten Saison bei den Kingston Frontenacs in der OHL wurde er im Oktober 2006 zum Kapitän ernannt. Nach 82 Punkten in 61 Spielen in der regulären Saison gab er im Anschluss an die OHL-Spielzeit sein Profidebüt bei den Albany River Rats in der American Hockey League. In fünf Spielen steuerte erzielte er drei Punkte. Die AHL-Saison 2007/08 verbrachte er die gesamte Spielzeit über beim Farmteam der Colorado Avalanche, den Lake Erie Monsters, wo er mit 25 Toren der erfolgreichste Spieler in der Mannschaft war. Nach 19 Spielen in der darauf folgenden Spielzeit wurde er im Dezember 2008 von der Colorado Avalanche in den NHL-Kader berufen. Sein erstes NHL-Spiel bestritt er gegen die Dallas Stars, zwei Spiele darauf erzielte er beim 6:1-Erfolg der Avalanche gegen die Los Angeles Kings seine ersten beiden Punkte, indem er ein Tor vorbereitete und ein Tor in einer Unterzahl-Situation selbst erzielte. Der kräftige Flügelstürmer absolvierte 53 Spiele in seiner Rookiesaison und erzielte dabei 19 Punkte.

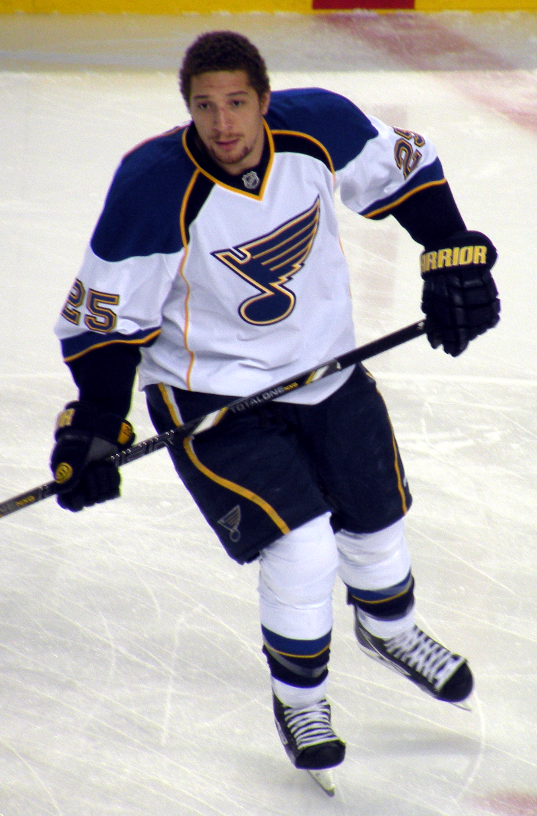
Stewart im Trikot der St. Louis Blues

In seinem zweiten Jahr in der höchsten Spielklasse wurde er zu Beginn der Saison 2009/10 aufgrund unbefriedigender Leistungen nach den ersten vier Spielen, in denen er einen Assist erzielen konnte, zurück zum Farmteam geschickt. Nach nur zwei Tagen und zwei Spielen für die Lake Erie Monsters, die für Stewart ohne Punkterfolg blieben, holte ihn das Franchise aus Denver auf Grund einer Verletzung von Cody McLeod zurück ins NHL-Team. Der Power Forward konnte seine Leistungen stabilisieren und sich einen Stammplatz in Colorados Top-Reihe sichern.
Am 6. März 2010 gelang dem Angreifer im Spiel gegen die St. Louis Blues sein erster Hattrick. Chris Stewart beendete die reguläre Saison mit 28 Toren als Colorados bester Torschütze und mit 64 Punkten als zweitbester Scorer des Teams hinter Paul Stastny. Auf Grund dieser Leistungen wurde sein auslaufender Vertrag im September 2010 vor Beginn der NHL-Saison 2010/11 um zwei Jahre verlängert und sein Jahresgehalt von 850.000 US-Dollar auf 2,5 Millionen Dollar respektive 3,25 Millionen Dollar im zweiten Jahr vervielfacht.
In der Saison 2010/11 konnte Stewart zunächst an seine guten Leistungen aus der Vorsaison anknüpfen, so erzielte der Flügelspieler in den ersten 23 Spielen 11 Tore und insgesamt 25 Punkte erzielen, bevor er sich am 27. November 2010 bei einem Faustkampf gegen Minnesotas Kyle Brodziak die linke Hand brach. Chris Stewart fehlte der Avalanche für 21 Spiele und konnte nach seiner Rückkehr zum Team nicht mehr an seine Punktequote anknüpfen, so erzielte er nach seiner Verletzung in 13 Spielen zwei Tore und fünf Punkte. Am 19. Februar 2011 wurde der Angreifer in einem Tauschgeschäft von der Avalanche zusammen mit Kevin Shattenkirk und einem Zweitrunden-Draftpick für den NHL Entry Draft 2011 zu den St. Louis Blues transferiert, Colorado erhielt im Gegenzug Verteidiger Erik Johnson, den Angreifer Jay McClement sowie einen Erstrunden-Draftpick für den NHL Entry Draft 2011.
Während des Lockouts vor dem Beginn der NHL-Saison 2012/13 spielte er mit Landsmann Wayne Simmonds für die Eispiraten Crimmitschau in der 2. Eishockey-Bundesliga. Am 22. Oktober 2012 wechselte er zusammen mit Wayne Simmonds in die tschechische Extraliga zu Bílí Tygři Liberec. Nach fünf Partien für Liberec kehrte er nach Crimmitschau zurück.
Am 28. Februar 2014 wurde Stewart gemeinsam mit Jaroslav Halák, William Carrier, einem Erstrunden-Wahlrecht 2015 und einem leistungsbedingten Erstrunden-Wahlrecht im NHL Entry Draft 2014 an die Buffalo Sabres abgegeben, die im Gegenzug Ryan Miller und Steve Ott nach St. Louis transferierten. Nach etwa einem Jahr in Buffalo gaben ihn die Sabres im März 2015 an die Minnesota Wild ab und erhielten im Gegenzug ein Zweitrunden-Wahlrecht für den NHL Entry Draft 2017. In Minnesota beendete Stewart die Saison 2014/15, ehe er im Juli 2015 als Free Agent einen Einjahresvertrag den Anaheim Ducks unterzeichnete. Im Anschluss daran kehrte er zu den Minnesota Wild zurück, die ihn mit einem Zweijahresvertrag ausstatteten. Mitte der Saison 2017/18 verlor er seinen Stammplatz bei den Wild, sodass er über den Waiver von den Calgary Flames verpflichtet wurde. Dort beendete er die Spielzeit, erhielt jedoch keinen weiterführenden Vertrag in Calgary.
Im September 2018 unterzeichnete Stewart einen Einjahresvertrag beim HC Slovan Bratislava in der Kontinentalen Hockey-Liga (KHL), gab jedoch wenige Tage später aus persönlichen Gründen das Ende seiner aktiven Karriere bekannt. Im Januar 2019 kehrte der Kanadier für die Nottingham Panthers aus der britischen Elite Ice Hockey League aufs Eis zurück. Im Juli 2019 erhielt er schließlich einen Probevertrag bei den Philadelphia Flyers, die ihn schließlich im Oktober 2019 im Rahmen eines Einjahresvertrages verpflichteten. Schließlich erklärte der Kanadier seine Karriere nach der Spielzeit 2019/20 für beendet.

### International
Auf internationaler Bühne vertrat Stewart die kanadische Nationalmannschaft erstmals bei der Weltmeisterschaft 2011. Der Flügelspieler absolvierte alle sieben Spiele der Kanadier und erzielte dabei vier Punkte, bevor er mit seinem Team im Viertelfinale gegen die russische Auswahl aus dem Turnier ausschied.

## Erfolge und Auszeichnungen
- 2006 Teilnahme am CHL Top Prospects Game

## Karrierestatistik

### International
Vertrat Kanada bei:
- Weltmeisterschaft 2011

(Legende zur Spielerstatistik: Sp oder GP = absolvierte Spiele; T oder G = erzielte Tore; V oder A = erzielte Assists; Pkt oder Pts = erzielte Scorerpunkte; SM oder PIM = erhaltene Strafminuten; +/− = Plus/Minus-Bilanz; PP = erzielte Überzahltore; SH = erzielte Unterzahltore; GW = erzielte Siegtore; 1 Play-downs/Relegation; Kursiv: Statistik nicht vollständig)